# 9229 Мацуда
9229 Мацуда (9229 Matsuda) — астероїд головного поясу, відкритий 20 лютого 1996 року.
Тіссеранів параметр щодо Юпітера — 3,280.